# Thure B. Wiberg
Thure Bernhard Wiberg, (enl SDB stavat Ture Bernhard Viberg) född 13 september 1894 i Malmö Sankt Pauli församling, död 17 november 1976 i Malmö Sankt Petri församling, var en svensk industriman.
Wiberg genomgick Malmö borgarskola och därefter handelsskola 1916–1917, var anställd i firma Larsson & Malmgren i Malmö, lagerchef och representant för C.A. Johnsson & Co. i Stockholm 1917–1920, var representant vid Severin Axelson & Son i Malmö 1920–1927 och blev chef för Fougstedts Klädes- & Konfektions AB 1928. 
År 1933 startade Wiberg en egen konfektionsfabrik för tillverkning av damkappor på Storgatan, vilken 1939 flyttade till en nybyggd fastighet på Celsiusgatan 31. Han var verkställande direktör i Thure B. Wiberg AB 1941–1964 och även Te-Be-We AB och AB Teberit till 1964. Åren 1946–1971 fanns även en fabrik i Hörby, vilken var inrymt i det tidigare järnvägshotellet, vilket uppförts 1884 och sedan 1978 används som bibliotek. År 1947 sysselsatte bolaget 250 arbetare.
Han var även styrelsesuppleant i Konfektionsindustriförbundet och ombud vid Svenska Arbetsgivareföreningens stämmor till 1964. Ännu under 1970- och 1980-talet drevs konfektionsindustri i fabriken på Celsiusgatan, då under namnet Cewilko AB. Wiberg är begravd på Östra kyrkogården i Malmö.